# Jonas Staaf
Jonas Staaf, född 27 maj 1981, är en svensk före detta fotbollsspelare som spelade i allsvenskan med GIF Sundsvall 2000–2002. Han fick dock ingen speltid 2002. Senare spelade han i lägre divisioner för Alnö IF och Kubikenborgs IF.
Staaf spelade åren 1997–1998 20 U17-landskamper (3 mål) för Sverige.